# Saint-Germain-le-Fouilloux
Saint-Germain-le-Fouilloux là một xã của tỉnh Mayenne, thuộc vùng Pays de la Loire, tây bắc nước Pháp.